# Kalathomyrmex emeryi
Kalathomyrmex là một chi động vật thuộc họ Kiến được phát hiện và công bố bởi Klingenberg, C. & Brandao, C. R. F. năm 2009. Chúng chỉ gồm một loài duy nhất là Kalathomyrmex emeryi.